# 톰 테일러 (작가)
톰 테일러(영어: Tom Taylor, 1978년 11월 29일 ~ )는 오스트레일리아 출신의 미국 만화가이다. 다크 호스 코믹스에서 스타워즈 만화판, DC 코믹스에서 동명 게임 원작의 만화 시리즈 《인저스티스: 우리 안의 신들》을 연재하였고, 이후 마블 코믹스로 건너가 《슈피리어 아이언맨》, 《올뉴 울버린》 등을 연재하였다.

## 저작

### DC 코믹스
- 인저스티스: 우리 안의 신들

### 마블 코믹스
| 제목                           | 원제                         | 이슈 | 작화                 | 연도    |
| ------------------------------ | ---------------------------- | ---- | -------------------- | ------- |
| 시크릿 워즈: 아틀라스의 요원들 | Secret Wars: Agents of Atlas | #1   | 스티브 푸            | 2015    |
| 슈피리어 아이언맨              | Superior Iron Man            | #1-9 | 이을드라이 츠나르 외 | 2014-15 |
| 올뉴 울버린                    | All-New Wolverine            | #1-  | 다비드 로페스        | 2015-   |